# SV Grün-Weiß Wittenberg-Piesteritz
Der SV Grün-Weiß Wittenberg-Piesteritz ist ein Sportverein aus der Lutherstadt Wittenberg. Die größten Abteilungen im Verein sind Handball, Schwimmen, Turnen und Judo/Karate.
Vorgänger des Vereins ist die BSG Chemie Piesteritz, die am 13. Mai 1949 gegründet wurde. Sie bot neben Handball und Fußball auch zahlreiche andere Sportarten an. Den heutigen Namen trägt der Verein seit dem 13. Juni 1990. Die Fußballabteilung spaltete sich 2001 als selbständiger Verein unter dem Namen FC Grün-Weiß Piesteritz ab.
Die Abteilung Handball ist mit über 200 Sportlern die größte. Aushängeschild des Vereins ist die erste Männermannschaft der Handballer. 1982 gelang der damaligen BSG Chemie erstmals der Aufstieg in die DDR-Oberliga. Mit nur vier Siegen stieg die Mannschaft als Tabellenvorletzter der Saison 1982/83 jedoch sofort wieder ab. Erst 1989 gelang die Rückkehr in die höchste Handballspielklasse der DDR. Durch den Rückzug des SG Dynamo Halle-Neustadt während der Saison genügte der vorletzte Platz zum Klassenerhalt. Damit gehörte die Mannschaft zu den letzten zehn Teams, die 1990/91 noch einmal eine Meisterschaft auf dem Gebiet der am Ende der Saison ehemaligen DDR ausspielten. Mit nur zwei Siegen bei zwanzig Niederlagen landeten die Wittenberger jedoch abgeschlagen auf dem letzten Tabellenplatz.
Damit verpasste der SV die Qualifikation für die gesamtdeutsche 1. Bundesliga und wurde in der 2. Bundesliga 1991/92 der Staffel Mitte zugeordnet. Die sechs Vereine aus den neuen Bundesländern standen in der Abschlusstabelle geschlossen am Tabellenende. Doch als zweitbester dieser Vereine retteten sich die Grün-Weißen auf den elften Platz. Zur Saison 1992/93 wurde die Mannschaft der Staffel Nord zugeordnet. Dort war sie dann chancenlos und stieg mit 3:49 Punkten als Tabellenletzter ab.
Die folgenden dreizehn Jahre verbrachte die Mannschaft durchgehend in der drittklassigen Regionalliga, zunächst in der Staffel Nord, ab 2000 in der dann neu eingerichteten Staffel Mitte. Nach dem Auslaufen des Regionalligavertrages und der damit verbundenen Auflösung der Mitte-Staffel wurde der SV Grün-Weiß zur Saison 2005/06 wieder der Regionalliga Nord zugeordnet, konnte sich jedoch in dieser Liga nicht halten und stieg sofort wieder ab. Als Vizemeister der Oberliga Sachsen-Anhalt 2006/07 verpassten die Wittenberger knapp den direkten Wiederaufstieg. In der Oberliga Sachsen-Anhalt spielten sie auch in der Saison 2023/24.
Spielstätte der Handballmannschaft ist die Stadthalle Wittenberg.